# Notholaena ineaqualis
Notholaena ineaqualis là một loài thực vật có mạch trong họ Adiantaceae. Loài này được Kunze miêu tả khoa học đầu tiên.